# Hélène Rochas
Hélène Rochas, née Nelly Brignole, est une cheffe d'entreprise française et personnalité mondaine née en 1921 à Montauban-de-Picardie et morte le 6 août 2011 dans le 15e arrondissement de Paris. Épouse et muse de Marcel Rochas, elle reprend en 1955 à la mort de son mari, et avec l'appui de son associé Albert Gosset, la présidence de la maison de parfums Rochas dont elle contribuera au développement international.

## Biographie

### Jeunesse
Dans sa jeunesse, Nelly Brignole monte à Paris pour rompre l'ennui de son village de Montauban-de-Picardie. Son père est mort trépané après la Première Guerre mondiale, sa mère est l'une des premières femmes de France à être diplômée chirurgien-dentiste et sa demi-sœur, plus âgée, a épousé Tristan Bernard, fils du réalisateur Raymond Bernard. Elle est élève de l'École de danse de l'Opéra national de Paris puis étudie le théâtre au cours Simon. Elle refusera plus tard le rôle principal du film Casque d'Or de Jacques Becker,. Elle fait également un peu de mannequinat chez Hermès.

### Rochas
Elle rencontre son futur mari à l'âge de 20 ans pendant l'Occupation, en 1941, selon la légende dans le métro. Marcel Rochas, son aîné de 19 ans, est alors un couturier déjà reconnu internationalement avec la maison Rochas. Ils se marient en novembre 1942 et ont deux enfants, François et Sophie, laquelle fondera plus tard la boîte de nuit L'Élysée Matignon. Trouvant son prénom Nelly démodé, Marcel la rebaptise Hélène. Il lui dédiera son parfum Femme composé par le « nez » Edmond Roudnitska en 1943 et qui connaîtra le succès dès sa commercialisation en 1944. En 1950, au vingt-cinquième anniversaire de la marque, Marcel Rochas confie à son épouse le département de haute-couture. En 1953, la maison de couture est fermée et Rochas se concentre sur le développement de ses parfums. Deux ans plus tard, à la mort de son mari, Hélène Rochas, âgée seulement de 34 ans, reprend l'entreprise de parfums qui va alors connaître un fort développement, notamment à l'international, avec le lancement de plusieurs parfums à succès dont Madame Rochas (1960),, Eau de Rochas (1970) et Audace (1972). Elle est la première femme PDG de France.
En 1958, Hélène Rochas se remarie avec l'ancien résistant et producteur de théâtre André Bernheim. Ils se séparent en 1965. Elle revend Rochas en 1975 à Roussel-Uclaf. Quand le laboratoire pharmaceutique cède l'entreprise au groupe de cosmétiques allemand Wella, elle réintègre le comité de création de la firme, développant des cosmétiques et accessoires (Les Signes de Rochas) et travaille notamment en tant que styliste pour le marché japonais, où la marque est déclinée en prêt-à-porter. À l'occasion d'un nouveau changement d'actionnaires, elle est rappelée pour devenir consultante du groupe de 1984 à 1989,.

### Personnalité mondaine
Avec Marcel Rochas, elle participe déjà à de grands dîners, aux côtés de Jacques Fath, Louis Aragon, Paul Éluard, Michèle Morgan et Henri Vidal, Jean-Louis Barrault et Madeleine Renaud ou encore le duc et la duchesse de Windsor.
D'une grande beauté, plusieurs fois élue parmi les femmes les plus élégantes du monde, elle est l'amie de grands couturiers (Yves Saint Laurent, Hubert de Givenchy, etc.) et de nombreux artistes (Maria Callas, Louise de Vilmorin, Leonor Fini, Lise Deharme, etc.). Devenue une véritable icône, Andy Warhol réalise un portrait d'elle en 1974. Mécène, et soucieuse de toujours lier Rochas à la création contemporaine (art contemporain, danse, etc.), elle était aussi connue pour les fêtes somptueuses qu'elle donnait, telles le bal My Fair Lady à la Grande Cascade du Bois de Boulogne en 1965 ou celui du Bal du centenaire de Monte-Carlo en 1966 à la demande du prince Rainier III. Elle refuse cependant d'être considérée comme appartenant à la « jet-set », précisant qu'il s'agit d'« une expression qui ne concerne que les riches oisifs. Or, moi, je travaille ».

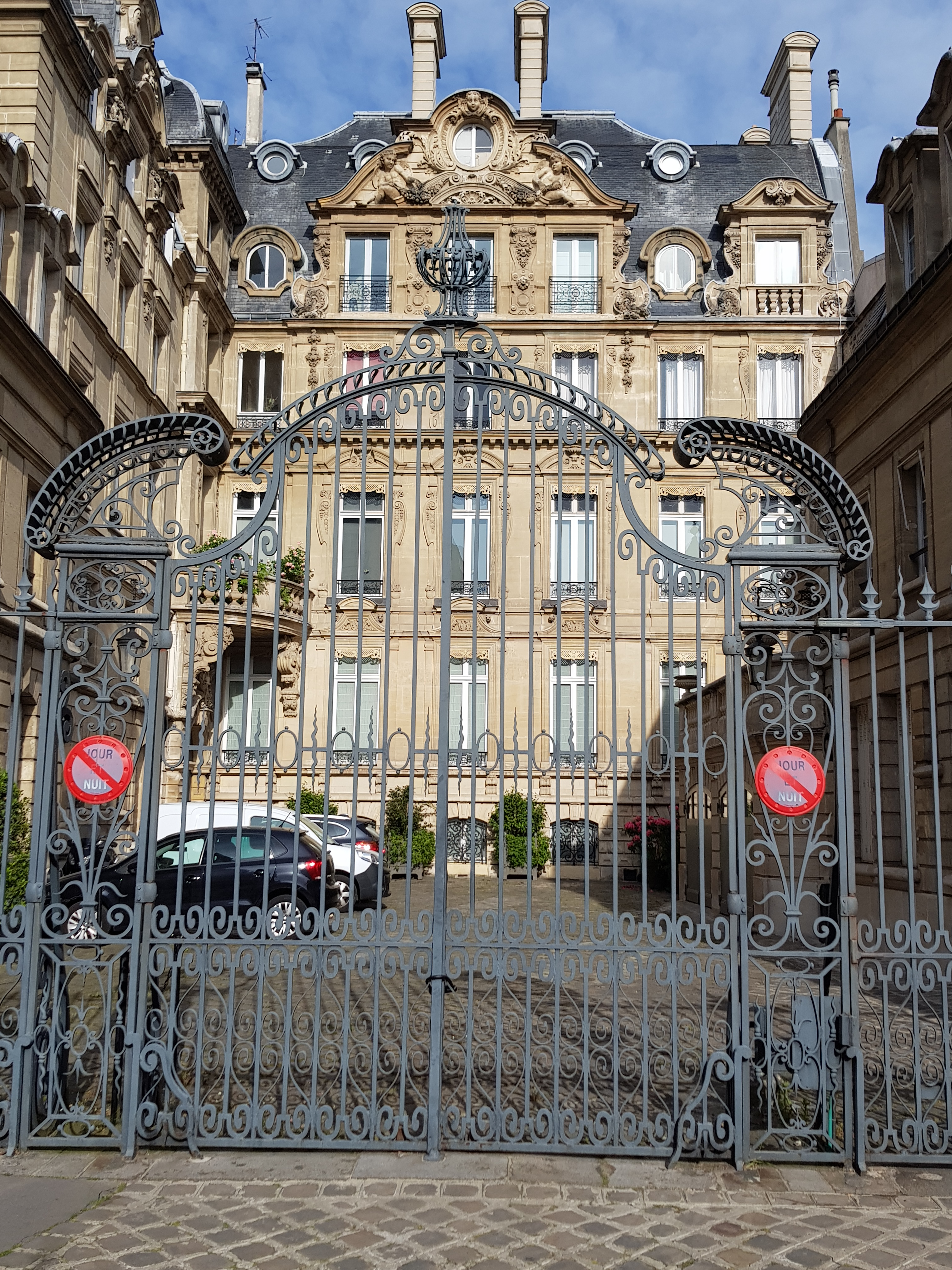
40, rue Barbet-de-Jouy, Paris.

Elle organise également de nombreuses fêtes dans son appartement du 40, rue Barbet-de-Jouy (7e arrondissement de Paris), acquis en 1943 avec Marcel Rochas et où elle finit ses jours (elle a aussi possédé un appartement à New York sur la Cinquième Avenue, où elle recevait notamment Oscar de la Renta et Andy Warhol). Sur 400 mètres carrés, au rez-de-chaussée d'un hôtel particulier, est créée dans les années 1940 une décoration par Georges Geffroy, ensuite enrichie de pièces Art déco sous l'influence de son nouveau compagnon à partir des années 1960, Kim d'Estainville, un homme de vingt ans plus jeune qu'elle, issu de la haute bourgeoise, avec lequel elle forme un couple mondain, participant à de nombreuses soirées. Elle le quitte en 1984, après qu'il l'a trompée avec Pierre Bergé, ce que ce dernier a depuis regretté. Kim, né Charles Harold Robert d'Estainville (1937-1990), meurt du sida le 28 décembre 1990. Elle n'assiste pas à ses obsèques et vend la même année chez Christie's, à Monaco, la collection Art déco qu'il avait contribué à créer.
Elle a également eu des liaisons, plus ou moins longues, avec Porfirio Rubirosa, l'armateur Stavros Niarchos, le journaliste Pierre Bénichou ou encore l'écrivain Patrick Modiano.

### Fin de vie

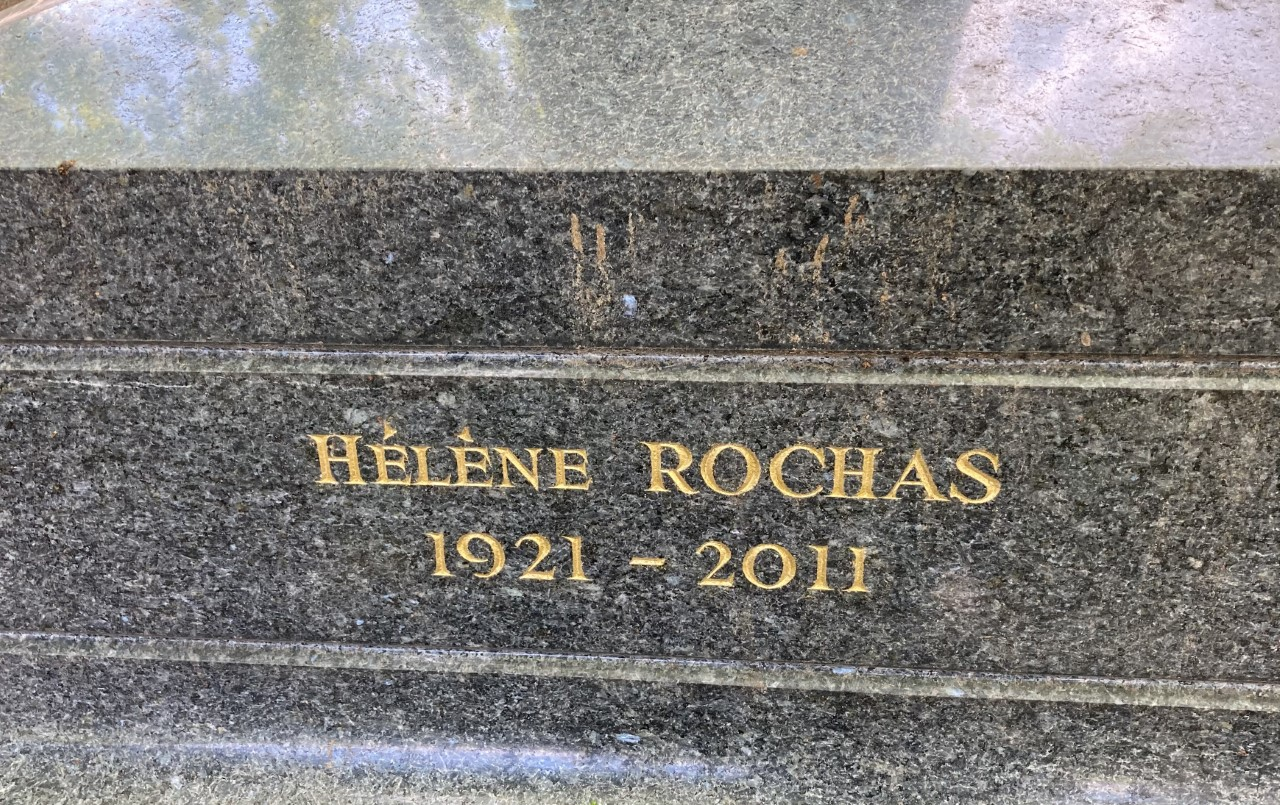
Détail de la tombe : Hélène Rochas 1921-2011.

Elle se retire de la vie publique quelques années avant sa disparition.
Elle est retrouvée morte chez elle le 6 août 2011. Elle souffrait de la maladie de Waldenström, un cancer du sang rare et incurable. Elle est inhumée au cimetière des Batignolles (8e division) avec Marcel Rochas et toute la famille Damotte-Rochas.
Le 27 septembre 2012, sa collection artistique est dispersée chez Christie's, à Paris, pour un résultat de 15,7 millions d'euros.